# بوينتي أوكس أوتارديس (كيبك)
بوينتي أوكس أوتارديس (بالإنجليزية: Pointe-aux-Outardes, Quebec)‏ هي بلدية محلية في كيبيك تقع في كندا في Manicouagan Regional County Municipality. يقدر عدد سكانها بـ 1,330 نسمة ومساحتها 111.40 كم2 .